# أخيليا سوداء
أخيليا سوداء (الاسم العلمي: Achillea atrata) نبات بري معمر من فصيلة النجمية يعلو من 5 إلى 30 سم. أوراقه سنانية، مرطاء البشر،
مسننة الحوافي. ازهارُه قُرصية كثيفة التجميع حنطية الكأس. إزهراره من تموز إلى أيلول، يَرغَب التربة الكلسية. يشتهر استعمال عذا
النبات في جبال الألب ضد التهاب الرئة والإسهال...